# Armata Imperială Japoneză

Steagul Armatei Imperiale Japoneze

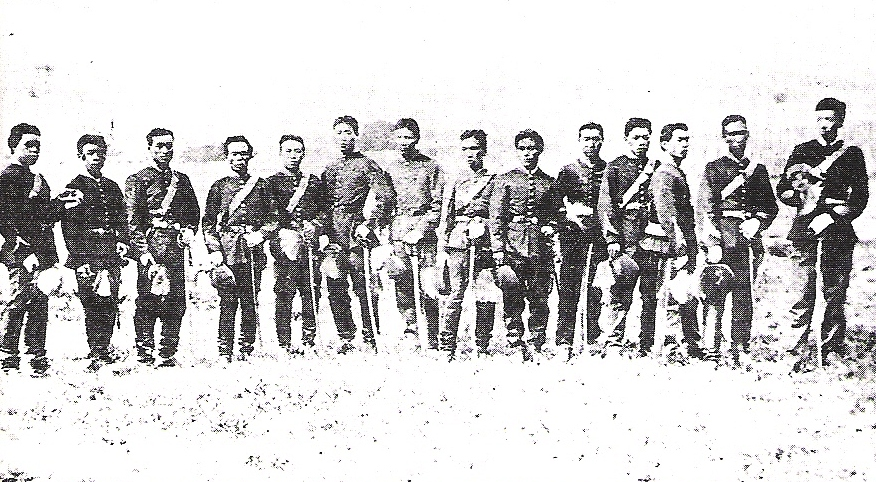
Soldaţi ai Armatei Imperiale Japoneze, 1875

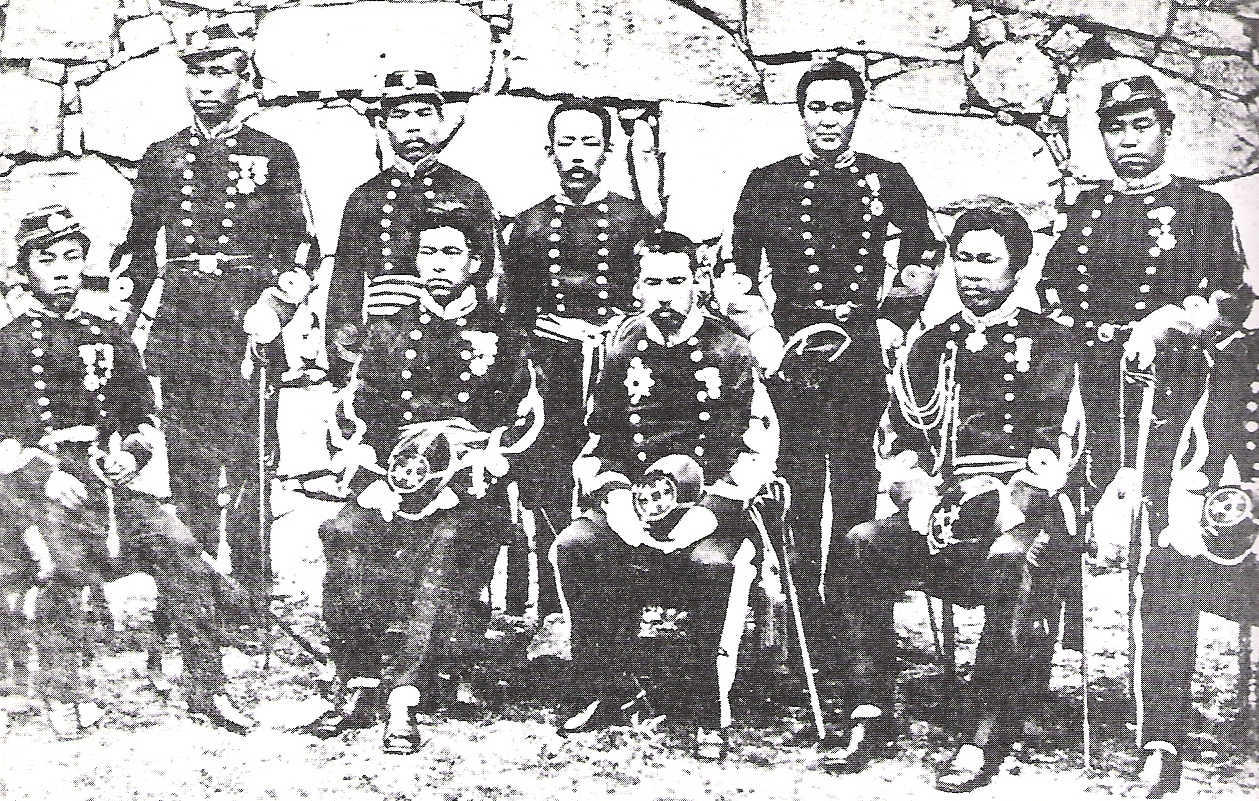
Soldaţi ai Armatei Imperiale Japoneze, 1877

Armata Imperială Japoneză (Kyūjitai: 大日本帝國陸軍, Shinjitai: 大日本帝国陸軍, Romaji: Dai-Nippon Teikoku Rikugun - în traducere Armata Marelui Imperiu Japonez) a fost denumirea oficială a forțele terestre japoneze între 1871 și 1945. 

## Înființare
Între 701-1871 forța militară japoneză s-a numit  Ministerul Militar (Ritsuryō).
În timpul Restaurării Meiji (1868–1912), forțele militare loiale împăratului erau samuraii - aceștia erau recrutați în primul rând din domeniile feudale loiale Satsuma și Chōshū. După răsturnarea cu succes a Shogunului Tokugawa (bakufu), precum și înființarea noului guvern Meiji modelat pe liniile europene, guvernul oficial militar, loial guvernului central mai degrabă decât unor domenii individuale, a fost recunoscut ca o necesitate de a păstra independența Japoniei față de imperialismul occidental. Această armată centrală, Armata Imperială Japoneză, a devenit și mai importantă, după eliminarea domeniilor feudale în 1871. Pentru a reforma armata, Guvernul a instituit recrutarea la nivel național în 1873, fiecare persoană de sex masculin cu vârsta cuprinsă între 17 și 40 era recrutată pentru trei ani de serviciu activ, urmați de încă doi ani în rezervă, primul (activ) și următorii doi ani în rezervă (în așteptare). Una din diferențele principale dintre samurai și clasa țăranilor era dreptul de a purta arme; acest vechi privilegiu a fost extins la toți bărbații japonezi.

## Angajamente

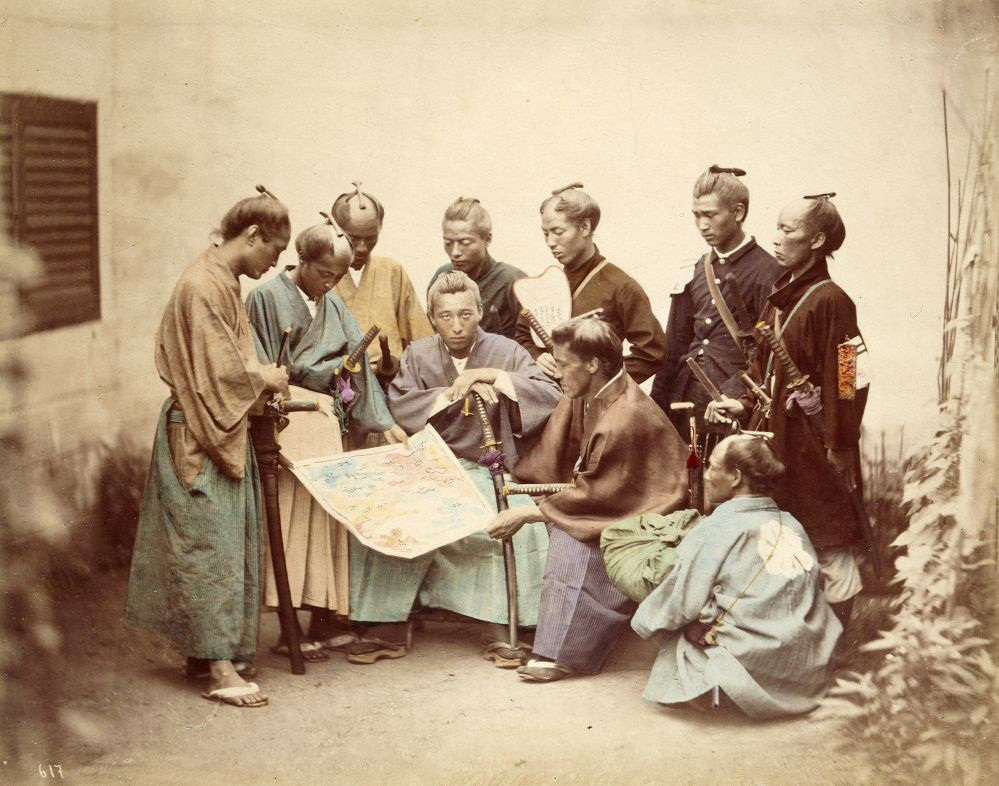
Samurai din Clanul Chosyu luptând de partea Armatei Imperiale Japoneze în timpul războiului Boshin

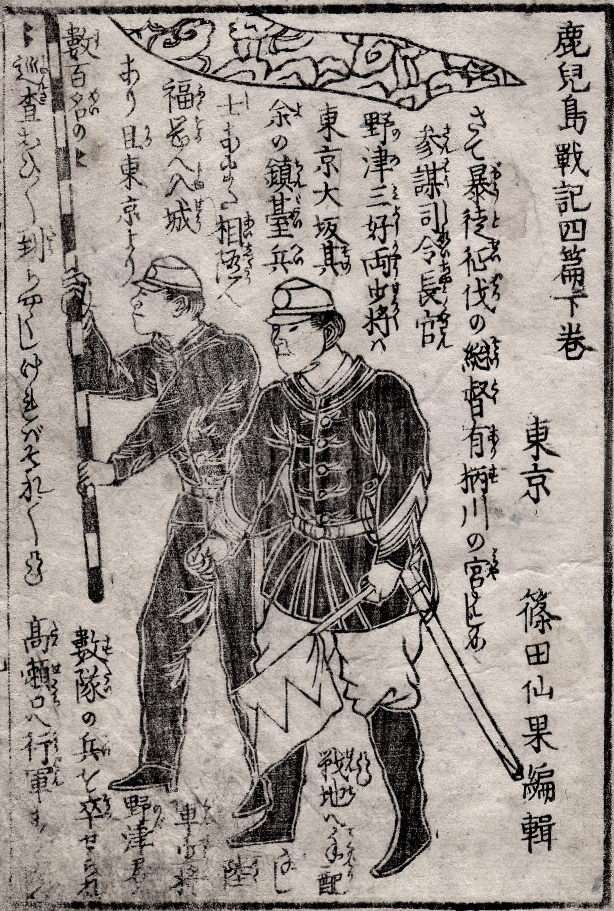
Soldaţi în timpul revoltei Satsuma, 1877

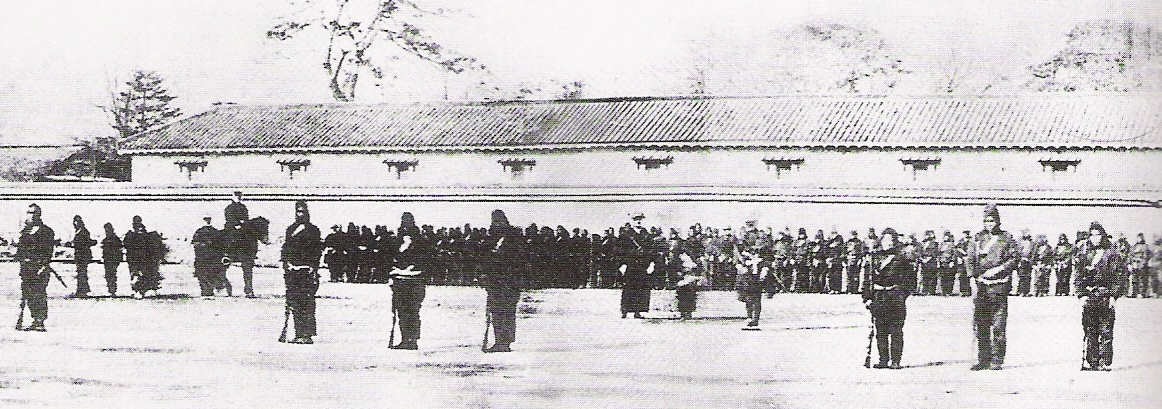
Misiunea militară franceză din Japonia (1867–1868): soldați japonezi Bakufu în timpul instrucției, 1868.

- Războiul Boshin, 1867 - 1868 a dus la desființarea șogunatului, iar restaurația Meiji a stabilit un guvern centrat în jurul împăratului. Cca. 30.000 de oameni au luptat de partea Armatei Imperiale Japoneze împotriva a 80.000 de oameni de partea șogunatului. Datorită misiunii militare franceze în Japonia (1867–1868), Armata Imperială Japoneză mai bine antrenată a câștigat bătălia.
- Expediția în Taiwan din 1874 a fost o expediție punitivă organizată de către forțele militare japoneze ca răspuns la uciderea a 54 de membri ai echipajului navei naufragiate Ryukyuan de către aborigenii din Paiwan din sud-vestul Taiwanului în decembrie 1871. Acesta a fost prima desfășurare peste mări a armatei imperiale japoneze  și a marinei.
- Revolta Satsuma
- Primul război chinezo-japonez
- Revolta Boxerilor, 1899-1901
- Războiul ruso-japonez, 1904-1905, victorie japoneză
- Primul război mondial
- Intervenția din Siberia, 1918-1922, o încercare a țărilor occidentale și a Japoniei de a distruge regimul comunist din Rusia, victorie pentru bolșevicii ruși
- Al doilea război chinezo-japonez
- Al doilea război mondial

## Comandanți

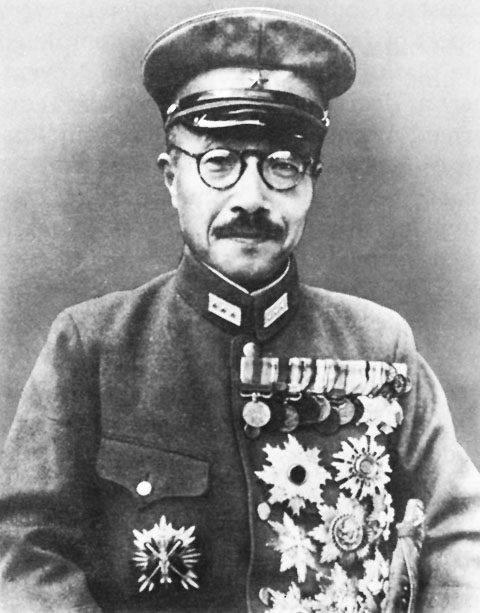
Hideki Tojo

- Kotohito Kan'in
- Hajime Sugiyama
- Hideki Tojo
- Yasuji Okamura
- Shunroku Hata
- Tadamichi Kuribayashi
- Tomoyuki Yamashita
- Masaharu Homma

## Creșterea efectivelor militare
- 1870: cca 12.000 oameni.

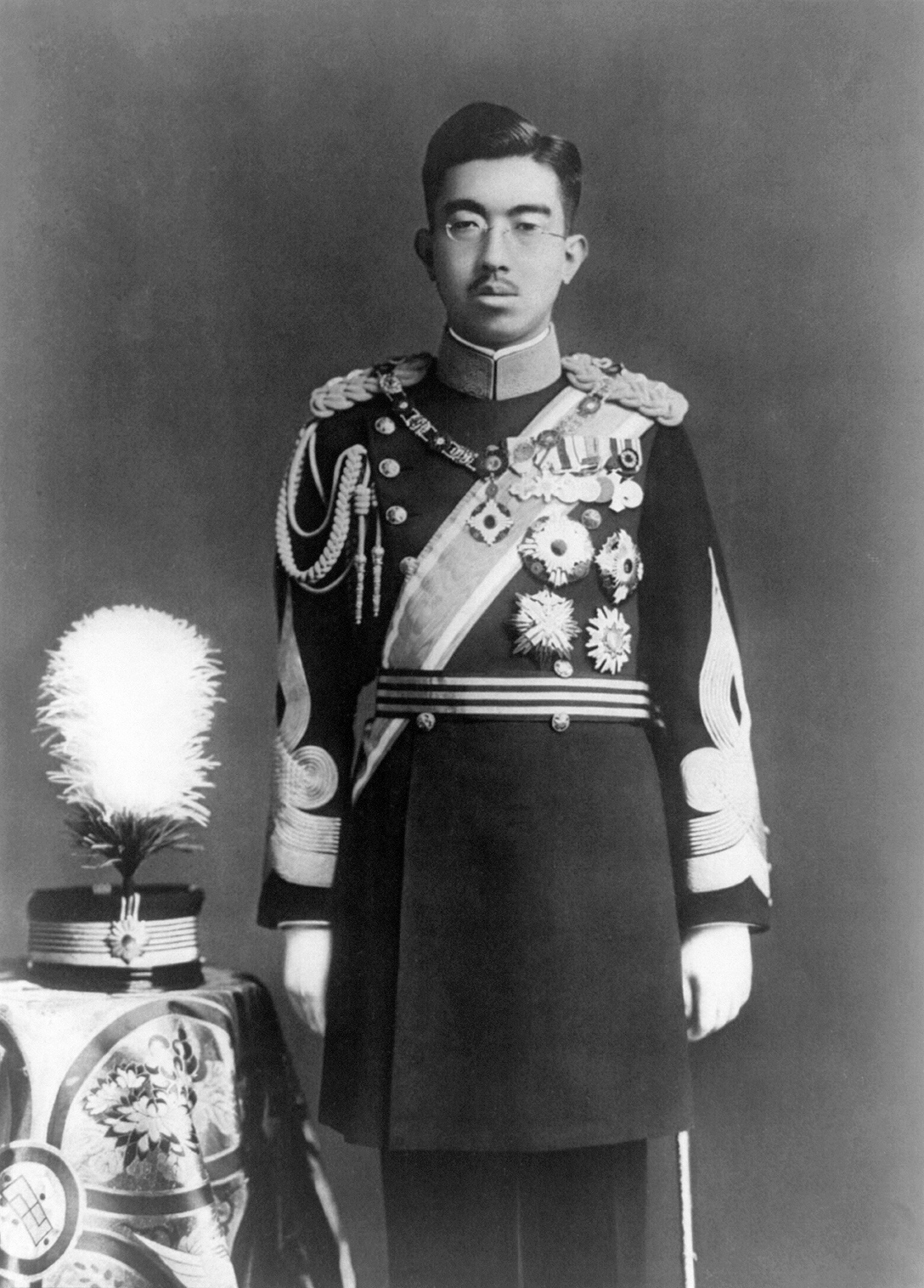
Împăratul Hirohito, șeful comandamentului armatei imperiale japoneze

- 1885: era formată din șapte divizii, inclusiv Divizia de Gardă Imperială .
- Anii 1900: 12 divizii, Divizia de Gardă Imperială, precum și numeroase alte unități. Acestea erau următoarele:
  - 380.000 personal activ
  - 50.000 primii rezerviști
  - 220.000 Armata Națională
    - Prima Armată Națională: bărbații între 37 și 40 ani și primii rezerviști care aveau până în 40 de ani..
    - A Doua Armată Națională bărbații neantrenați sub 20 ani și restul rezerviștilor, cei care aveau peste 40 de ani.

  - 4.250.000 oameni în serviciu plus cei disponibili pentru mobilizare.
- 1934: armata crește la 17 divizii
- 1940: 376.000 personal activ cu 2 milioane de rezerviști in 31 divizii
  - 2 divizii în Japonia (o Gardă Imperială plus o alta divizie)
  - 2 divizii în Coreea
  - 27 divizii în China și Manciuria
- La sfârșitul anului 1941: 460.000 personal activ în 41 divizii 
  - 2 divizii în Japonia și Coreea
  - 12 divizii în Manciuria
  - 27 divizii în China
  - plus 59 brigăzi echivalente.
    - Brigăzi independente, Brigăzi mixte independente, Brigăzi de cavalerie, Brigăzi de amfibii, Regimente independente mixte, Regimente independente.
- 1945: 5 milioane personal activ in 145 divizii (includea 3 Divizii de Gărzi Imperiale), plus numeroase unități individuale, și o forță impresionantă de miliție.
  - include și Forțele Aeriene Imperiale Japoneze.
- Armata Japoneză în 1945 avea 55 divizii cu 2.000.000 oameni.

Totalul militarilor în august 1945 era de 6.095.000.

## Arsenal
- Arsenalul armatei japoneze de la Sagami, cu Mitsubishi dezvolta și fabrica tancuri
- Arsenalul armatei japoneze de la Osaka, cu Mitsubishi si Hitachi fabrica tancuri și artilerie
- Arsenalul armatei japoneze de la Heijo, Mukden și Kokura, cu Nambu fabrica diverse arme de infanterie, arme de calibru mic și mitraliere
- Arsenalul armatei japoneze de la Sasebo, cu Mitsubishi fabrica tancuri
- Arsenalul armatei japoneze Tokyo - La Tokyo era Centrul armatei administrativ și de testări aferente asupra armelor ușoare și grele
- Arsenalul armatei japoneze de la Tachikawa: dedicat pentru dezvoltarea și fabricarea de aeronave pentru Armata Imperială Japoneză
- Arsenalul armatei japoneze de la Koishikawa

## Desființare
Conform articolului 9 al Declarației de la Potsdam din 1945, Armata Imperială Japoneză și Marina Imperială Japoneză au fost desființate.
După 1954 s-a transformat în  Forțele Terestre Japoneze.